# Castillo de Brest
El castillo de Brest es el monumento más antiguo de la ciudad de Brest, en Bretaña (Francia). Se encuentra en la desembocadura del río Penfeld en el centro de uno de los mayores puertos navales del mundo. 
De castellum romano a ciudadela de Vauban hasta la actualidad, el castillo tiene una antigüedad de diecisiete siglos. Se mantuvo todo este tiempo su misión original de fortaleza militar y sigue siendo un punto estratégico importante.
Su estructura defensiva no ha dejado de ser reconstruida a lo largo de los siglos, para protegerse de cualquier ataque por tierra o por mar. Su arquitectura ecléctica es el resultado de la adaptación continua a las nuevas técnicas de defensas de asedio y armas.
Es monumento histórico de Francia desde el 21 de marzo de 1923.

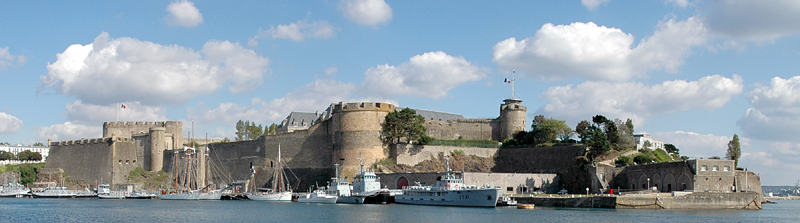
Panorama del castillo de Brest